# البطولة الإسكتلندية
البطولة الإسكتلندية، هي القسم الثاني من الدوري الإسكتلندي للمحترفين، وهي مسابقة الدوري لأندية كرة القدم المحترفة للرجال في اسكتلندا، تأسست البطولة في يوليو 2013، بعد تشكيل الدوري الإسكتلندي للمحترفين من خلال اندماج الدوري الإسكتلندي الممتاز ودوري كرة القدم الإسكتلندي.

## نظام الدوري
تحصل الفرق على ثلاث نقاط للفوز ونقطة واحدة للتعادل، لا يتم منح نقاط للخسارة، يتم ترتيب الفرق حسب إجمالي عدد النقاط، ثم فرق الأهداف، ثم الأهداف المسجلة، وفي نهاية كل موسم، يتوج النادي الحاصل على أكبر عدد من النقاط بطلاً للدوري، وإذا كانت النقاط متساوية، فإن فرق الأهداف يحدد الفائز، وإذا تصادف نفس النقاط وفرق الأهداف، فحينها يجب أن تشارك الفرق المتعادلة في مباراة فاصلة في مكان محايد لتحديد الفائز.

## الملاعب
| أربروث       | آير يونايتد   | كوف رينجرز    | دندي          | غرينوك مورتون |
| ------------ | ------------- | ------------- | ------------- | ------------- |
| ملعب جيفيلد  | ملعب سومرست   | ملعب بالمورال | ملعب دينس     | ملعب كابيلو   |
| السعة: 6,600 | السعة: 10,185 | السعة: 2,602  | السعة: 11,775 | السعة: 11,589 |
|              |               |               |               |               |

| هاميلتون أكاديميكال | إنفرنيس        | بارتيك ثيسل   | كوينز بارك    | ريث روفرز    |
| ------------------- | -------------- | ------------- | ------------- | ------------ |
| ملعب نيو دوجلاس     | ملعب كالدونيال | ملعب فيرهيل   | أوشيلفيو بارك | ستارك بارك   |
| السعة: 6,018        | السعة: 7,512   | السعة: 10,102 | السعة: 3746   | السعة: 8,867 |
|                     |                |               |               |              |